# Konrad Döppert
Konrad Döppert (* 26. November 1882 in Kitzingen; † 24. August 1975 ebenda) war ein deutscher Unternehmer und Kommunalpolitiker (CSU).

## Werdegang
Der Fabrikant war ab 1945 Vorsitzender des Kreisverbandes Kitzingen-Stadt und -Land. Er war zunächst stellvertretender Bürgermeister und von 1946 bis 1948 Bürgermeister von Kitzingen.